# 弗拉基米爾·索秀拉
弗拉基米尔·尼古拉耶维奇·索秀拉（烏克蘭語：  Володимир Миколайович Сосюра；1898年1月6日—1965年1月8日），是乌克兰抒情诗人、作家、乌苏战争的老兵。

## 生平
愛烏克蘭，如你愛陽光
愛她的風、草與溪流
愛她在順境時，歡慶的時光中愛
縱她遭逢風雨，依舊愛她
Любіть Україну, як сонце, любіть,
як вітер, і трави, і води…
В годину щасливу і в радості мить,
любіть у годину негоди.——摘自〈愛烏克蘭〉（ ）
索秀拉，出生于杰巴利采沃的定居点。 
自1909年，索秀拉在位于维尔赫内（今利西昌斯克）定居点的顿涅茨汽水厂工作數年。  1914 年至1918年間，索秀拉就讀於亞馬（今錫韋尔斯克）的农业学校（烏克蘭語：училище）。  1918 年，索秀拉是顿涅茨汽水厂起义工人组织的成员。 
1918年冬至1919年秋，索秀拉在彼得留拉的乌克兰人民军（驻扎在巴赫穆特的第三起義旅團） 中作战，后遭邓尼金的志愿军俘虏。索秀拉遭判处枪决，但由于伤势并不致命，得以逃脱。在烏克蘭人民共和国遭到占领后，索秀拉加入红军。1920年加入俄共（布）。

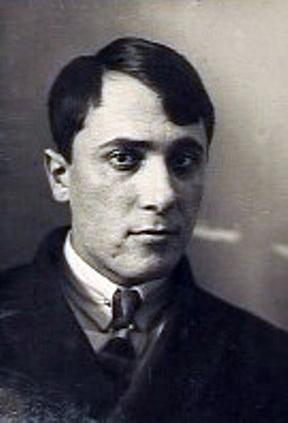
1920年代的索秀拉

俄国内战结束后，1922年至1923年間，索秀拉就讀哈尔科夫阿尔乔姆共产主义大学。1923年至 1925年間，索秀拉就讀哈尔科夫公共教育学院工人系。 索秀拉參加乌克兰文学组织Pluh 、Hart、無產階級文學自由學會和全乌克兰无产阶级作家协会。
1920至30年代，索秀拉大受歡迎，但索秀拉的忠诚在對乌克兰爱国情感與對苏联的意识形态忠诚间徘徊。儘管索秀拉早已是烏克蘭共产党党员，但经常与党发生冲突，并两次因“民族主义色彩”遭开除。1930年至1931年，索秀拉甚至被迫在工厂接受“再教育”。索秀拉的许多诗歌都没有发表。
1948年，索秀拉獲斯大林奖，但随后因作品《愛烏克蘭》（ ）受到严厉批评。《真理报》在内的几家苏联媒体批評这首诗过于民族主义。随后，索秀拉妻子遭到逮捕，在内务人民委员部监狱服刑六年。 1963年，索秀拉凭借《阳光下的燕子》和《劳动家庭的幸福》获得舍甫琴科奖。
1965年，索秀拉在基辅去世，享年67岁。

## 影響
二元紀念幣上印有索秀拉的肖像與標題《爱乌克兰》。
乌克兰作曲家Yudif_Grigorevna_Rozhavskaya將索秀拉的詩歌填作歌曲的歌詞。 

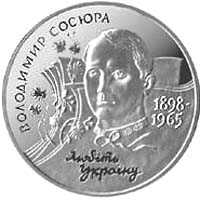
紀念幣